# 天津乙女 (バラ)

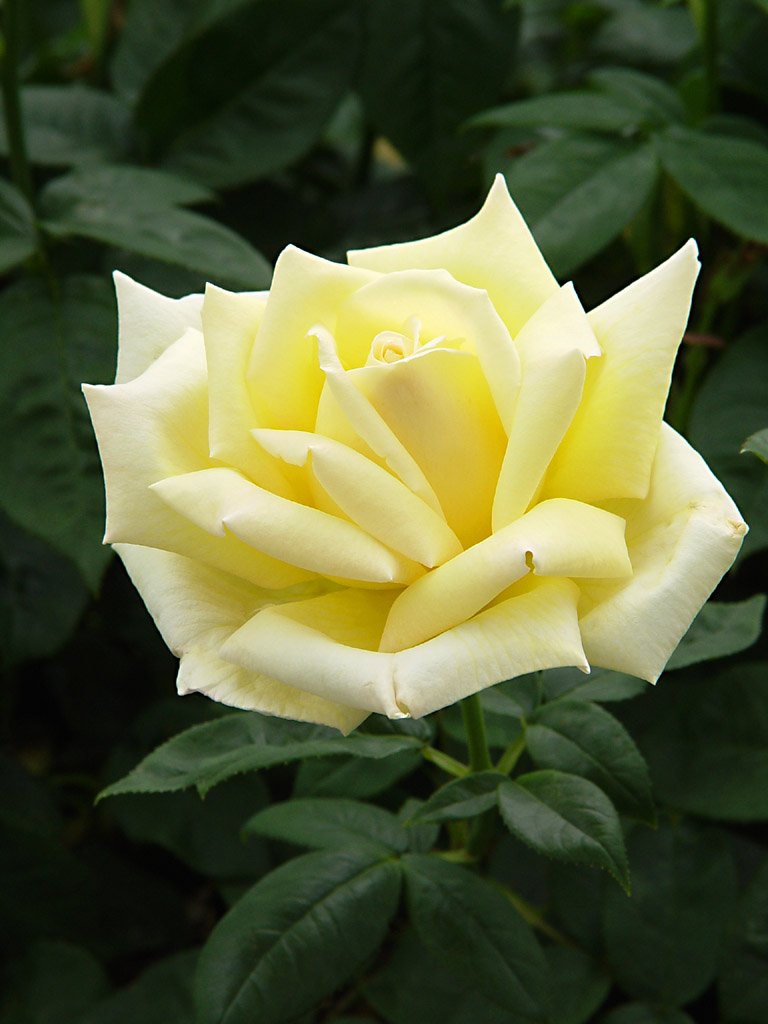
天津乙女

天津乙女（あまつおとめ）は、バラの園芸品種の1つ。1961年に日本で、寺西菊雄によって作出された。日本で作出された品種中、欧米では最も多く栽培されている。
ハイブリッド・ティー系の半直立性のバラ。樹高1m、株張り50cmに育つ。小枝が多い。母をクライスラー・インペリアル、父をドリーン (Doreen) にして交配された。四季咲きで、黄色または赤みがかった黄色の花を付ける。咲き進むと外側の花弁が白く変化する。ただし、完全に黄色にはならず、不規則に赤く覆輪が入ったり、モザイク状に赤い斑点が入る。秋の花はオレンジ色に近くなる。全般に、冷涼な気候になるほど美しい花になる。剣弁高芯咲きの大輪種で、花弁は45枚からなり、花径は13cm。花付きがとてもよく、花もちは普通。花弁は雨でも傷みにくい。香りの強さは中香または微香、甘酸っぱいティー系の香りがする。樹勢。耐病性はともに普通。悪条件でも育つ強健種だが、うどん粉病に弱い。作出時、黄色のバラは耐寒性に劣る品種が多かったが天津乙女は耐寒性に優れていたため、欧米でも広く栽培されるようになった。枝変わりに、つる天津乙女があったが、ほぼ流通しなくなった。

### 注
1. ↑  1960年作出と記す書籍もある[3]。